# Burg Alleuze
Die Burg Alleuze (französisch Château d’Alleuze) ist eine mittelalterliche Burg, deren Geschichte bis ins 12. Jahrhundert zurückreicht. Sie befindet sich in der französischen Gemeinde Alleuze im Département Cantal in der Region Auvergne-Rhône-Alpes.
Heute wird die Ruine des Bauwerks im zerstörten Zustand erhalten. In der Nähe befindet sich die Kapelle Saint-Illide, die nach ihrer Zerstörung im 15. Jahrhundert wieder aufgebaut wurde.
Seit 1927 werden die Überreste der Burg als Monument historique klassifiziert.

## Geschichte
Im 12. Jahrhundert war die Burg im Besitz von Béraud VIII de Mercœur, dem Herrn von Aubijoux und Alleuze. Später ging die Burg in den Besitz des Bischofs von Clermont über. Zu dieser Zeit diente die Burg als ein Vorposten der Zitadelle von Saint-Flour. Der Vorgängerbau der heutigen Burg entstand zwischen 1267 und 1285.
Während des Hundertjährigen Krieges, 1383, wurde die Burg durch Bernard de Galan, der aus der Bretagne kam, jedoch auf der Seite der Engländer stand, erobert. Die Garnison bestand nur aus drei Männern. Galan soll Schrecken in der ganzen Region verbreitet haben und nur durch das Freikaufen gelang es, ihn zu vertreiben. Verhandelt wurde das Freikaufen 1390 durch Jean de Blaisy im Namen von Karl VI. von Frankreich.
Um zu verhindern, dass das Schloss erneut von den Engländern eingenommen wurde, brannten es die Einwohner von Saint-Flour 1405 nieder. Nach einigen Gerichtsprozessen zwang Monsignore de la Tour, der damalige Besitzer des Schlosses, die Einwohner von Saint-Flour 1411, es wieder aufzubauen. Im Jahr 1536 wurde das Schloss restauriert.
Die Türme der Burg wurden 1575 von den Hugenotten eingenommen und vom Bischof von Clermont als Gefängnis genutzt.
Ende des 16. Jahrhunderts wurde die Burg dann vom Bischof von Clermont an Jean de Lastic-Sieujac verkauft. Schließlich wurde das Schloss an dessen Nachkommen vererbt, die das Schloss verfallen ließen, so dass es zur Ruine wurde.

## Beschreibung
Die Burg Alleuze befindet sich im französischen Departement Cantal in der Gemeinde Alleuze, auf einem Vorgebirge der Alpen mit Blick auf den Fluss Alleuze, dessen Endteil Teil die Talsperre von Grandval bildet.
Die Burg Alleuze liegt am Fuße des Dorfes Alleuze. Die Burg und das Dorf von Alleuze liegen sehr isoliert und weit entfernt von bewohnten Orten, was die Burg vor der völligen Zerstörung bewahrte. Die Burg diente nie als die Residenz eines Königs, sondern wurde von Soldaten bewohnt. Der Zweck der Burg war die Verteidigung strategischer Militärpositionen.
Das Burg von Alleuze selbst ist eine befestigte Höhenburg mit einem quadratischen Grundriss, der für französische Burgen aus dem 14. Jahrhundert charakteristisch ist. Jede Ecke der Burg wird von einem runden Turm flankiert. Nach der Zerstörung der Burg im Jahr 1405 durch die Sanflorianer wurde die Burg 1411 wieder aufgebaut, wobei der Grundriss beibehalten wurde.

## Bilder

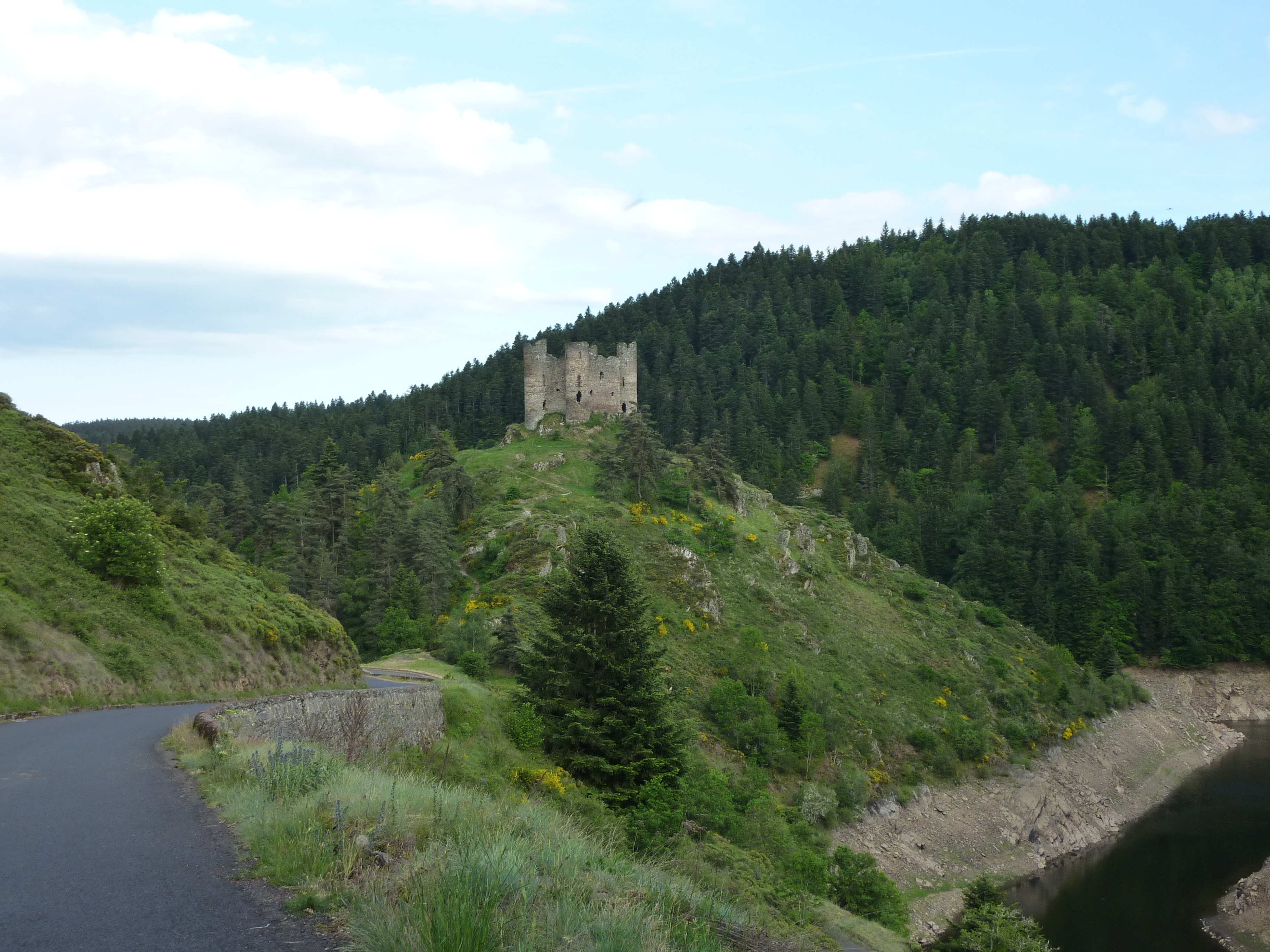
Der Fluss Alleuze und die Burg Alleuze
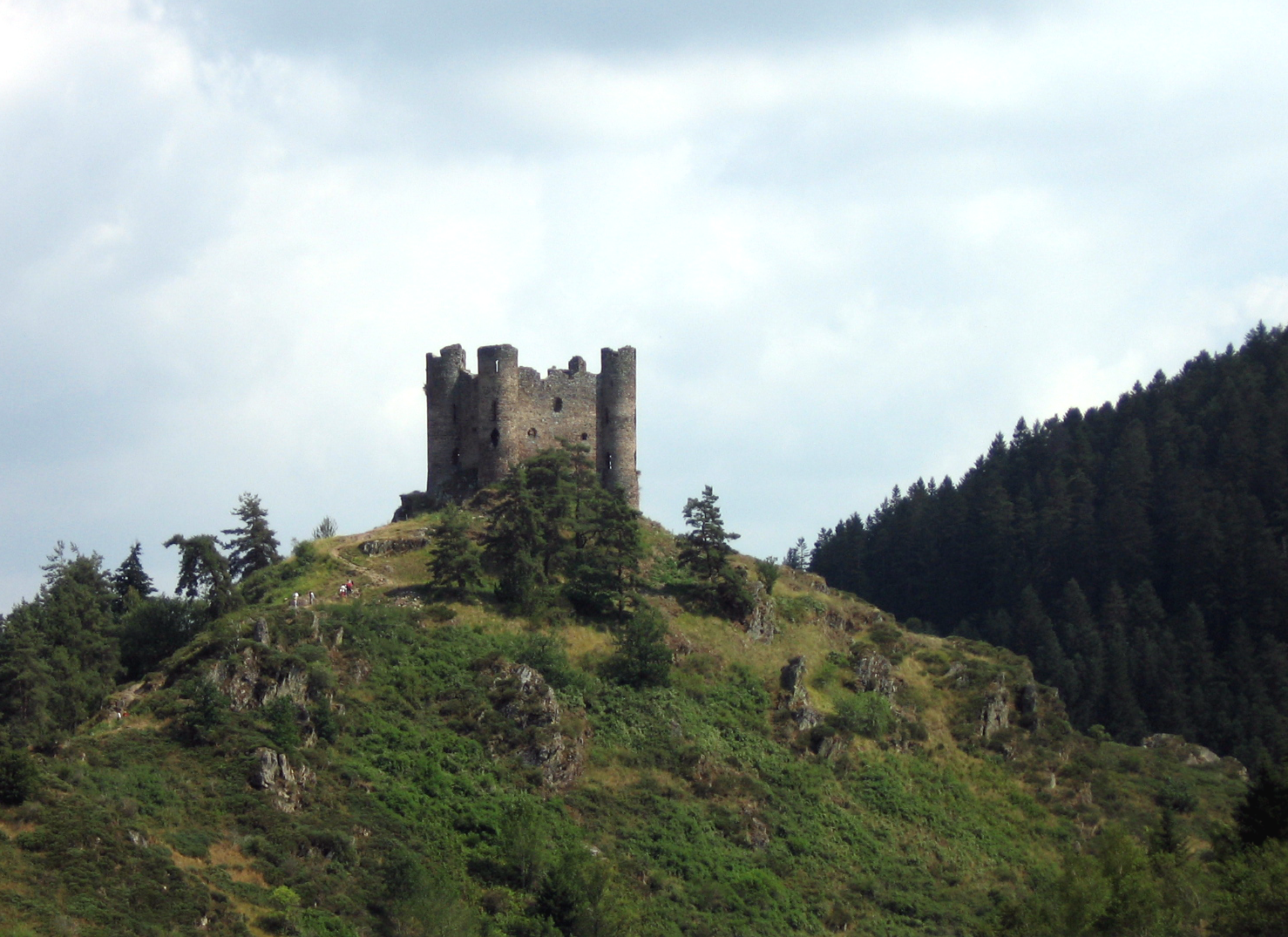
Burg Alleuze
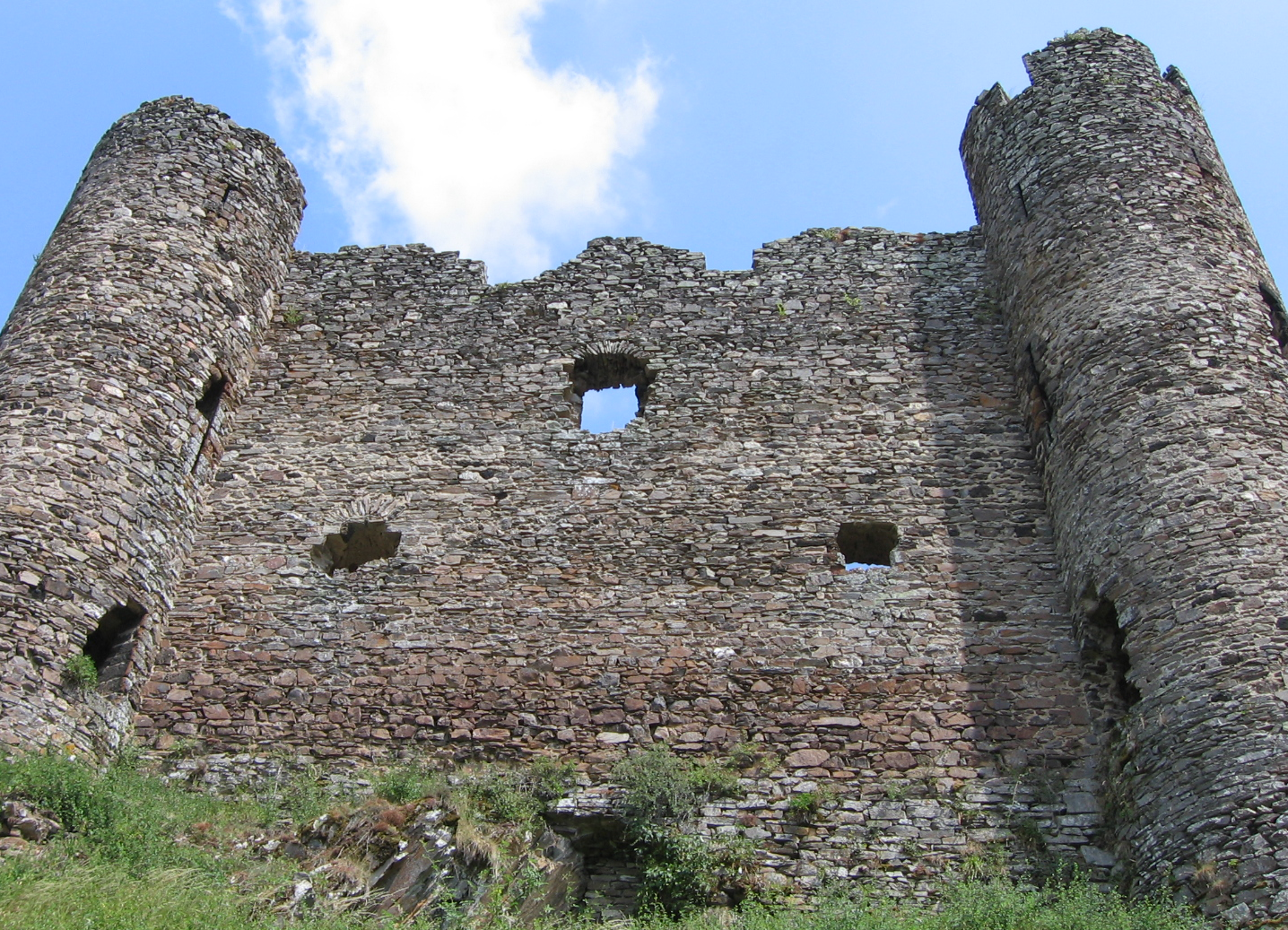
Fassade der Burg Alleuze
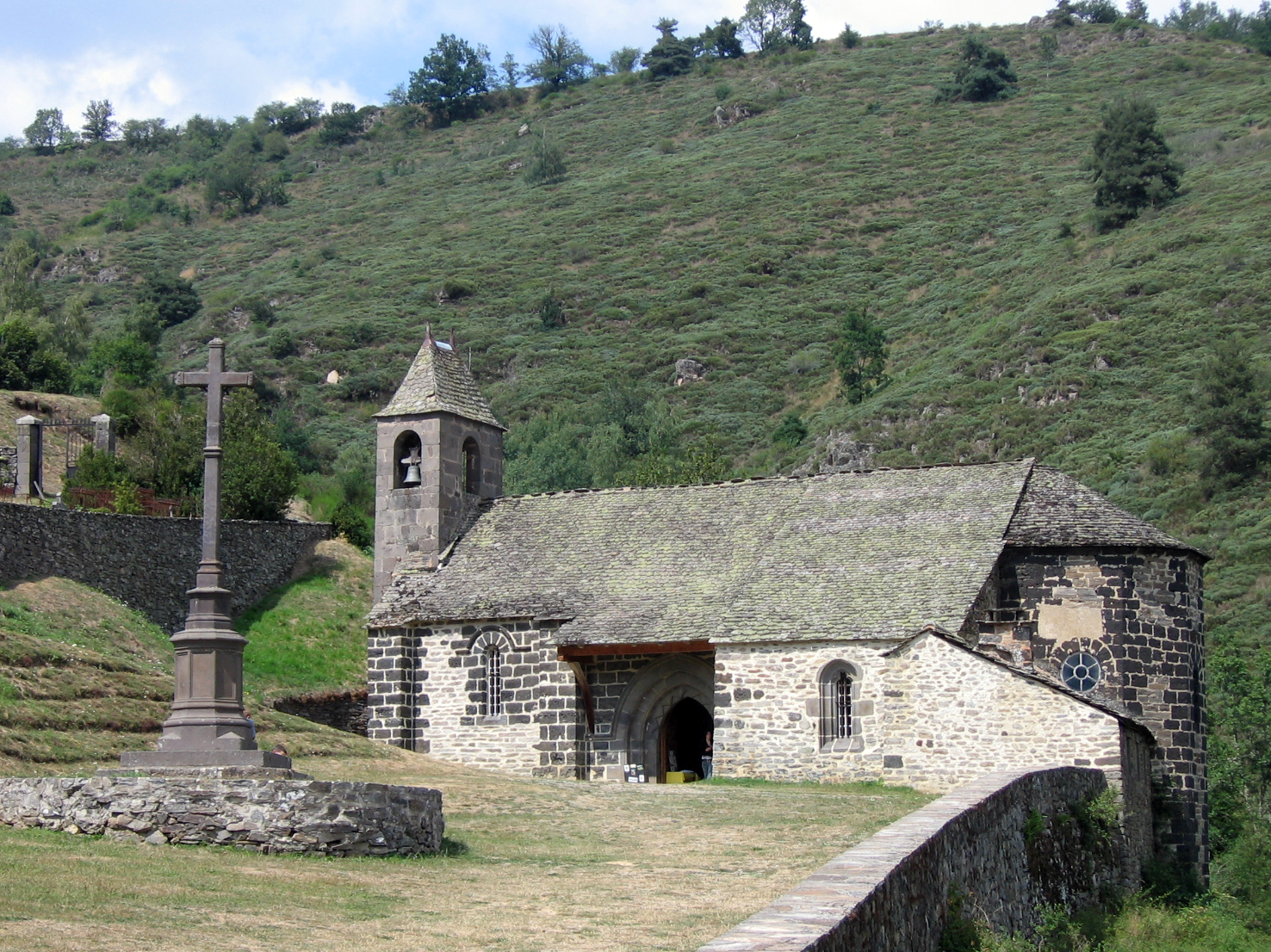
Die Kapelle Saint-Illide

## Drehort
- Das Schloss erscheint in einer der Aufnahmen von „Drei Bruchpiloten in Paris“, während deutsche Biker den Lastwagen mit Bourvil und Louis de Funès verfolgen.
- Ein Teil des Films Ein Mann zuviel des griechischen Regisseurs Costa-Gavras wurde auf dem Gelände des Burg gedreht.
- Auch die französische Komödie L’Extraterrestre von Didier Bourdon wurde auf der Burg gedreht.